# Ghosts I–IV
Ghosts I-IV (znane także jako Halo numbers albo Halo 26) – szósty studyjny album zespołu Nine Inch Nails wydany 2 marca 2008. 
Zawiera 36 utworów instrumentalnych, ułożonych w cztery sekwencje po dziewięć utworów. Nagrania nie mają tytułów. Każde z nagrań ma swoją grafikę. Do albumu dołączono również książeczkę w formacie PDF (40 str.).

## Lista utworów
Większość utworów napisali Trent Reznor i Atticus Ross. Inni autorzy podani są obok utworu.

### Ghosts I
1. "1 Ghosts I" – 2:48
2. "2 Ghosts I" – 3:16
3. "3 Ghosts I" – 3:51
4. "4 Ghosts I" – 2:13 (Alessandro Cortini, Reznor, Ross)
5. "5 Ghosts I" – 2:51
6. "6 Ghosts I" – 4:18
7. "7 Ghosts I" – 2:00
8. "8 Ghosts I" – 2:56
9. "9 Ghosts I" – 2:47

### Ghosts II
1. "10 Ghosts II" – 2:42
2. "11 Ghosts II" – 2:17 (Reznor, Ross, Cortini)
3. "12 Ghosts II" – 2:17
4. "13 Ghosts II" – 3:13
5. "14 Ghosts II" – 3:05
6. "15 Ghosts II" – 1:53
7. "16 Ghosts II" – 2:30
8. "17 Ghosts II" – 2:13 (Cortini, Reznor, Ross)
9. "18 Ghosts II" – 5:22

### Ghosts III
1. "19 Ghosts III" – 2:11 (Reznor, Ross, Cortini, Brian Viglione)
2. "20 Ghosts III" – 3:39
3. "21 Ghosts III" – 2:54
4. "22 Ghosts III" – 2:31 (Reznor, Ross, Cortini, Viglione)
5. "23 Ghosts III" – 2:43
6. "24 Ghosts III" – 2:39
7. "25 Ghosts III" – 1:58 (Reznor, Ross, Adrian Belew)
8. "26 Ghosts III" – 2:25
9. "27 Ghosts III" – 2:51 (Reznor, Ross, Belew)

### Ghosts IV
1. "28 Ghosts IV" – 5:22
2. "29 Ghosts IV" – 2:54 (Reznor, Ross, Cortini)
3. "30 Ghosts IV" – 2:58
4. "31 Ghosts IV" – 2:25
5. "32 Ghosts IV" – 4:25
6. "33 Ghosts IV" – 4:01 (Reznor, Ross, Cortini)
7. "34 Ghosts IV" – 5:52
8. "35 Ghosts IV" – 3:29
9. "36 Ghosts IV" – 2:19

### Utwory bonusowe
W wersjach "Deluxe" oraz "Ultra-Deluxe" znaleźć można dwa dodatkowe utwory, do których dostęp uzyskać można jedynie rekonstruując je z plików multi-track zawartych na DVD. Drugi z utworów zawiera elementy i strukturę piosenki podobną do "Demon Seed", 10 utworu z następnego wydawnictwa Nine Inch Nails, The Slip.
1. "37 Ghosts" – 2:20
2. "38 Ghosts" – 4:51

## Dystrybucja
Album został wydany na licencji Creative Commons BY-NC-SA. Pierwszą część albumu (Ghosts I) można ściągnąć bezpłatnie ze strony zespołu. Za 5 USD dostępna jest pełna, czteroczęściowa wersja albumu. Dostępna jest też wersja klasycznego, pudełkowego albumu (10 USD), oraz specjalnej edycji z DVD i Blu-ray (75 USD). Zespół wydał również limitowaną edycję albumu (300 USD, 2500 sztuk), która już po kilku dniach od wydania stała się niedostępna.
Poprzez wybór takiej drogi dystrybucji, zespół jest kolejnym, który bierze udział w debacie nad alternatywnym rozpowszechnianiem utworów muzycznych w dobie internetu (album nie jest chroniony przez system DRM).

## Muzycy
- Trent Reznor – wykonanie, produkcja, kierownictwo artystyczne
- Atticus Ross – programowanie, aranżacje, produkcja
- Alan Moulder – inżynieria, miksowanie, produkcja
- Alessandro Cortini – gitara (4, 11, 17, 20, 24, 28), gitara basowa (4), dulcimer (22), elektronika (19, 22, 29, 33)
- Adrian Belew – gitara (3, 4, 7, 10-11, 14, 16, 21, 25, 27, 31-32, 35), elektronika (25), marimba (30)